# Wojciech Szukiewicz
Wojciech Odrowąż Szukiewicz (ur. 26 stycznia 1867 w Sztokholmie, zm. w październiku 1944 w Grodzisku Mazowieckim) – polski publicysta, tłumacz, działacz społeczny i emigracyjny.

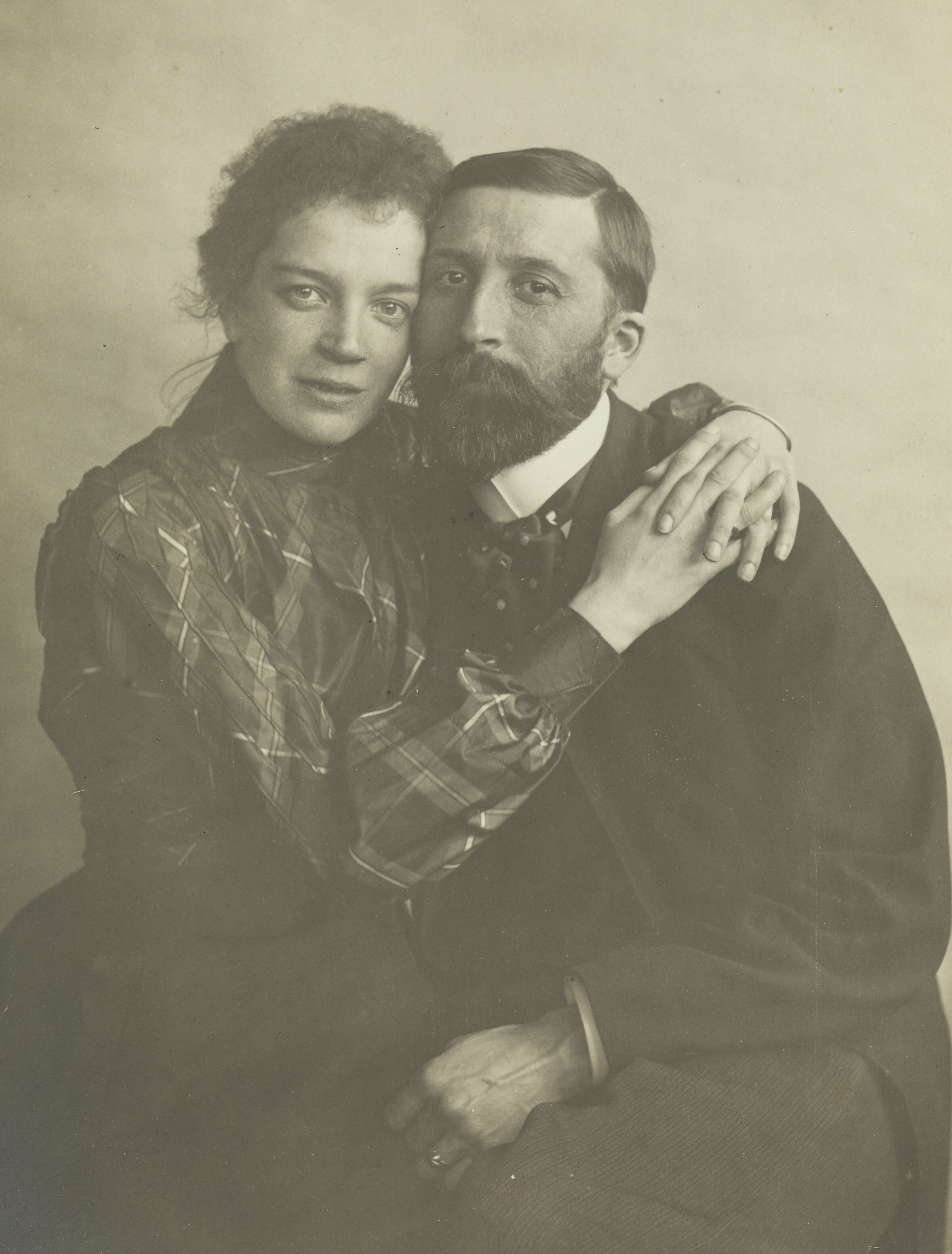
Wojciech Szukiewicz z żoną, 1890-1910 r.

## Życiorys
Urodził się w Szwecji, w Sztokholmie, jako drugie z trojga dzieci Feliksa i Bronisławy (z domu Malinowska), herbu Odrowąż. Brat Macieja Szukiewicza (ur. 13 maja 1870 w Sztokholmie, zm. 28 września 1943 w Krakowie) – poety, dramaturga, tłumacza, kustosza Muzeum Narodowego i Domu Jana Matejki w Krakowie. Brat starszej Antoniny Szukiewicz (ur. w 1865? w Czostkowie w pow. suwalskim zm. 18 lutego 1934 w Krakowie) – żony dr. Alfreda Starża Szołayskiego pianistki, uczennicy prof. Teodora Leszetyckiego (1830–1915) w Wiedniu. Poślubił Wandę Poczobutt-Odlanicką, herbu Pogonia. Zmarli bezdzietnie. Wanda została pochowana w grobowcu rodziny Szukiewicz na Cmentarzu Rakowickim.

## Dorobek pisarski
- Co to jest współdzielczość?, Warszawa 1905; Druk E. Szyllera
- Córka wodza. Powieść amerykańska. Z oryginału przełożył i przerobił W. Szukiewicz, Warszawa 1913; Wyd. M. Arcta
- Czego może dokonać spółdzielczość?, Wilno 1908; Druk J. Zawadzki
- Górne Śląsko. Szkic z chwili bieżącej, Kraków 1894; Wyd „Nowa Reforma”
- Kanada – kraj przyszłości, Warszawa 1925; Nakł. Pol. Tow. Emigracyjnego, Drukarnia Stołeczna
- Odrodzenie etyczne: (z rozmyślań idealisty o rzeczach realnych), Warszawa; Lwów 1907
- Przez oświatę do wolności!, Kraków 1893; Tow. "Szkoły ludowej"
- Sprawa wychodźtwa. Rzecz o potrzebie zorganizowania i roztoczenia opieki nad wychodźtwem ludu polskiego, Warszawa 1910
- Spółdziałanie (Kooperatyzm). Rozwinięcie zasady solidarności wszechludzkiej, Warszawa 1909; Druk L. Bogusławskiego
- Szląsk cieszyński. Nieco o stosunkach polityczno-społecznych, Lwów 1893; "Drukarnia Polska"
- Z wędrówek po Słowiańszczyźnie, Warszawa 1900; Nakł. Red. "Gazety Polskiej"; Druk J. Sikorskiego
- Zarys ewolucji ekonomiczno-społecznej, Warszawa 1905; Nakł. i druk M. Arcta
- Zasady ruchu współdzielczego, Warszawa 1905; Nakł. i druk M. Arcta

Książki przetłumaczone przez Wojciecha Szukiewicza
- Feliks Adler – z jęz. angielskiego: O kształceniu młodzieży w poczuciu obowiązku, Warszawa 1905
- Paul Dahlke – z jęz. niemieckiego: Opowiadania buddhyjskie, Warszawa 1906
- George Laurence Gomme: (Ethnology in folklore 1892) – z jęz. angielskiego: Folklor. Podręcznik dla zajmujących się ludoznawstwem, Kraków 1901
- William Morris: z jęz. angielskiego: Wieści z nikąd czyli Epoka spoczynku: kilka rozdziałów utopijnego romansu, Lwów 1902
- John Ruskin: (The Crown of Wild Olive 1866) – z jęz. angielskiego: Gałązka dzikiej oliwy. Cztery odczyty, Warszawa 1900
- John Ruskin: (The Queen of the Air: Being a Study of the Greek Myths of Cloud and Storm 1869) – z jęz. angielskiego: Królowa powietrza, Warszawa 1901
- John Ruskin: (Sesame and Lilies 1864–1865) – z jęz. angielskiego: Sezam i lilje, Warszawa 1900
- Edgar Allan Poe: (The Murders in the Rue Morgue 1841) – z jęz. angielskiego: Morderstwo na Rue Morgue

Wydania pośmiertne
- Edgar Allan Poe – Morderstwo na Rue Morgue, tłum. Wojciech Szukiewicz: CD, wyd. Warszawa, Aleksandria 2005 r. ISBN 978-83-60313-02-2

Źródła
- Biblioteka Jagiellońska w Krakowie. Katalog Podstawowy (tzw. Stary) druków wydanych od czasów Gutenberga do 1949 roku włącznie.